# Mawgan-in-Meneage
Mawgan-in-Meneage est une paroisse civile des Cornouailles, en Angleterre.